# Tigist Assefa
Tigist Assefa Tessema, Schreibweise auch Tigst Assefa Tessema (* 3. Dezember 1996 in Holeta, Oromia), ist eine äthiopische Mittel- und Langstreckenläuferin. Sie begann als 400- und 800-Meter-Läuferin, wechselte zum 10-km-Straßenlauf und Halbmarathon, lief 2022 ihren ersten Marathon und stellte 2023 sowie 2025 einen neuen Marathon-Weltrekord auf.

## Werdegang
2014 wurde sie jeweils Vierte bei den Leichtathletik-Afrikameisterschaften in Marrakesch und beim Leichtathletik-Continentalcup in Marrakesch. Ihre persönliche Bestzeit über 800 Meter von 1:59,24 Minuten stellte sie am 3. Juli 2014 in Lausanne auf. Bei den Olympischen Sommerspielen 2016 schied sie als Vierte ihres Vorlaufs aus.
2018 wechselte sie auf die Langstrecke und im März 2022 absolvierte sie ihren ersten Marathon in Riad in 2:34:01 Stunden.

### Siegerin des Berlin-Marathon 2022
Im September 2022 siegte sie im Alter von 25 Jahren beim Berlin-Marathon mit 2:15:37 Stunden. Sie verbesserte bei ihrem erst zweiten Marathonstart ihre eigene Bestzeit um 18 Minuten. Mit der drittschnellsten jemals von einer Frau über die Marathonstrecke gelaufenen Zeit stellte sie auch einen neuen Streckenrekord in Berlin auf.

### Weltrekord beim Berlin-Marathon 2023

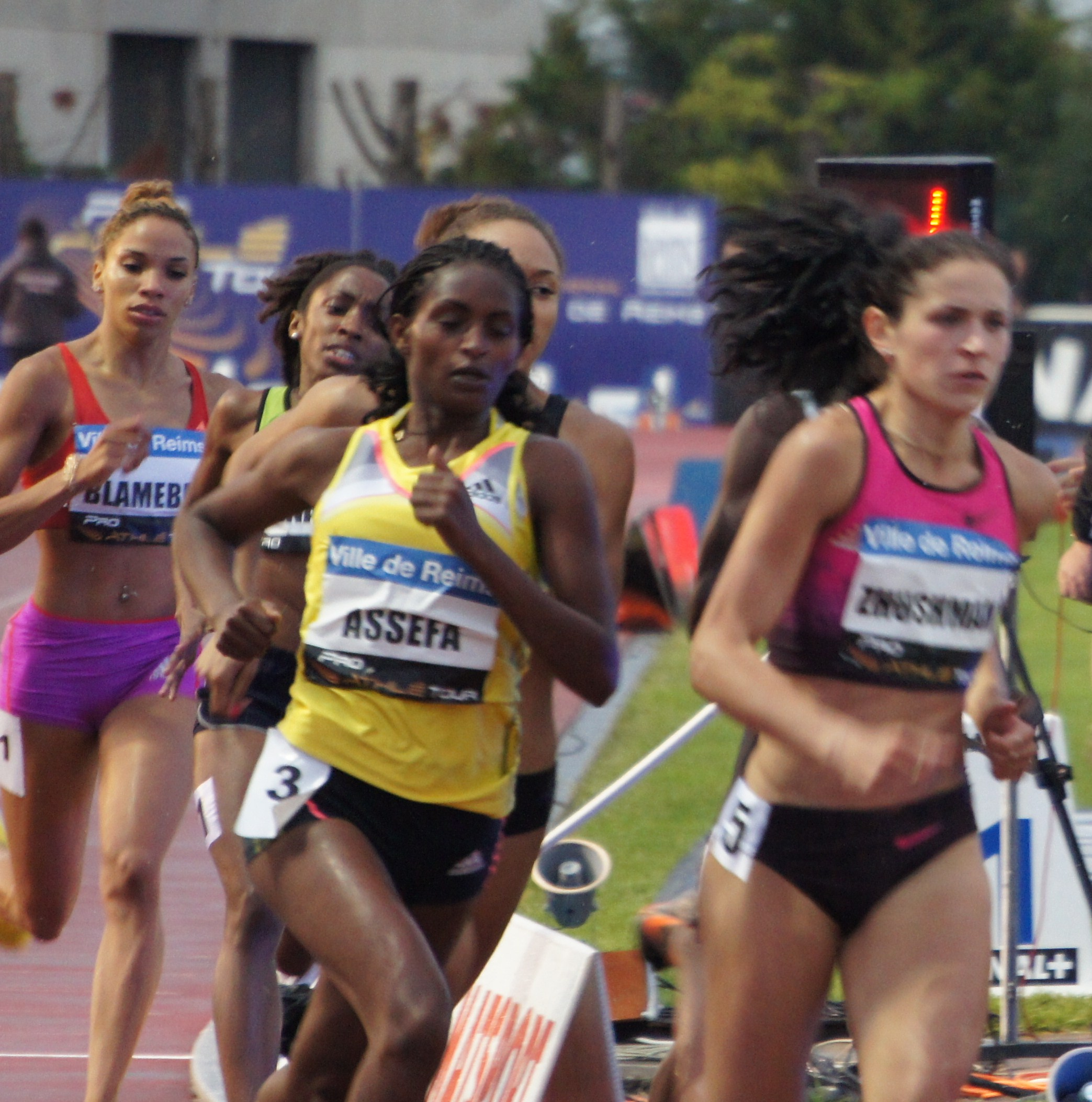
Assefa (2013)

Am 24. September 2023 lief sie einen neuen Weltrekord beim Berlin-Marathon mit 2:11:53 Stunden. Mit neuartigen Carbonlaufschuhen, die sie als eine von weltweit zehn Leichtathleten von ihrem Ausrüster erhielt, unterbot sie die 2019 von Brigid Kosgei in Chicago aufgestellte Rekordzeit um gut zwei Minuten. Ihr Weltrekord wurde ein Jahr später von Ruth Chepngetich gebrochen.
Im Oktober 2023 wurde sie als eine von elf Sportlerinnen für die Auszeichnung als Welt-Leichtathletin des Jahres 2023 nominiert.
Am 11. August 2024 belegte Assefa bei den Olympischen Spielen in Paris mit einer Zeit von 2:22:58 h hinter Sifan Hassan den 2. Platz.

### Weltrekord beim London-Marathon 2025
Am 28. April 2025 lief Assefa beim London Marathon mit 2:15:50 h einen neuen Weltrekord für reine Frauenrennen.

## Bestzeiten
| Distanz   | Zeit        | Ort      | Jahr | Bemerkungen |
| --------- | ----------- | -------- | ---- | ----------- |
| 800 Meter | 1:59,24 min | Lausanne | 2014 |             |
| Marathon  | 2:11:53 h   | Berlin   | 2023 | Weltrekord  |